# Czosnek askaloński
Czosnek askaloński (Allium ascalonicum L.), nazywany także szalotką lub cebulą szalotką, rzadziej „cebuloczosnkiem” – gatunek rośliny należący do rodziny amarylkowatych, podrodziny czosnkowych. Pochodzi z Bliskiego Wschodu – Izrael, Jordania, Syria. Według części ujęć taksonomicznych właściwą nazwą gatunkową jest Allium hierochuntinum Boss. Fl. orient. 5:244. 1882.

## Morfologia

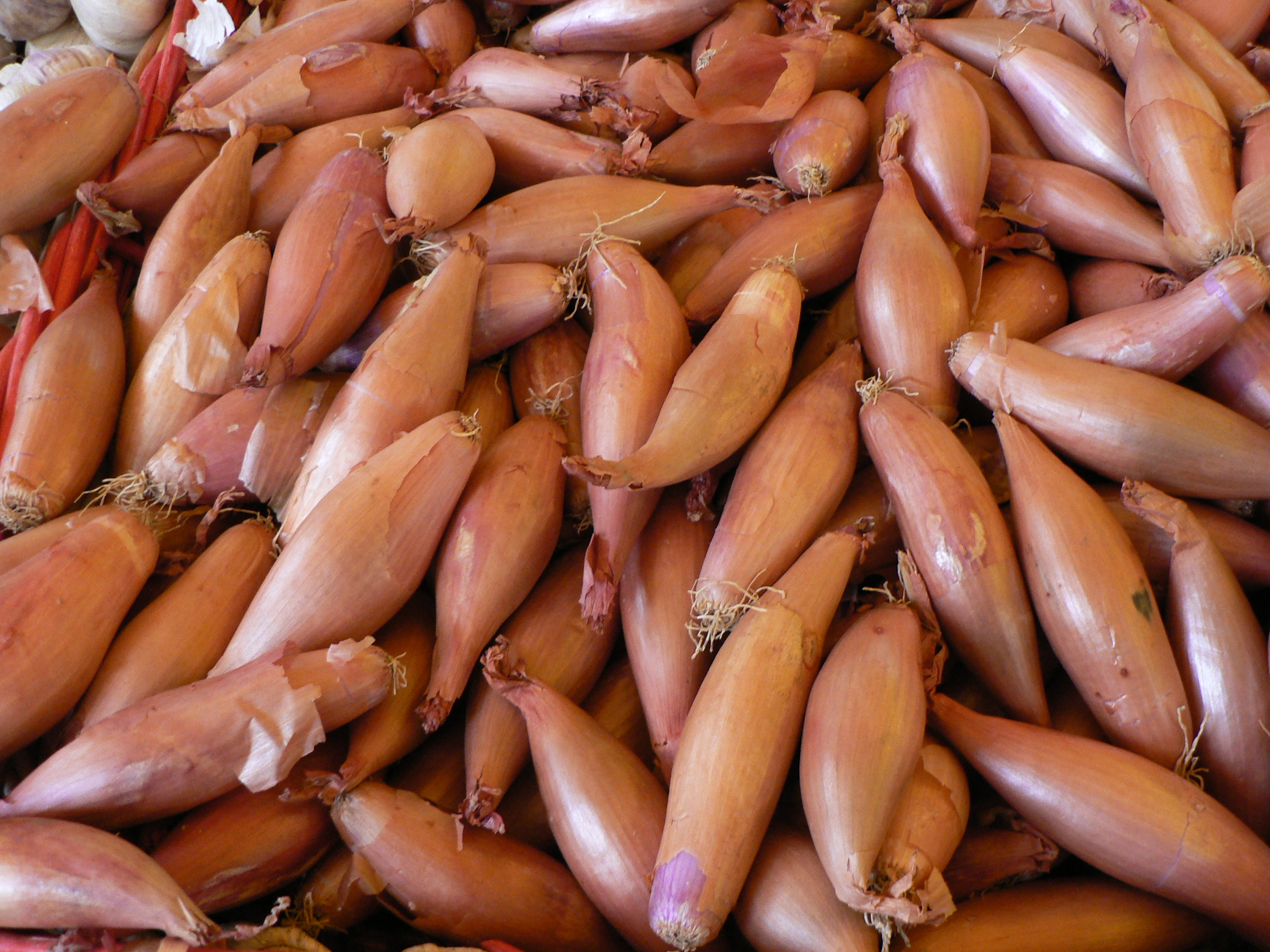
Cebulki

Bylina, geofit. Cebula główna okryta fioletowymi łuskami i otoczona licznymi cebulami potomnymi. Odmiany uprawne mają także inną barwę łusek okrywających.

## Zastosowanie
- Roślina uprawna – uprawiana jest na Wschodzie oraz w Europie od czasów wypraw krzyżowych, w Polsce rzadko.
- Roślina lecznicza – rzadkie zastosowania.
- Sztuka kulinarna – roślina przyprawowa. Popularne na południu Francji szalotki używane są głównie do sosów na bazie czerwonego wina. Szalotki Francuzi pieką lub gotują w małej ilości płynu, smażenie szalotek może spowodować ich zgorzknienie.